# Spjutmålla
Spjutmålla eller möjligen vippmålla (Atriplex prostrata) är en växtart i familjen amarantväxter.

## Externa länkar

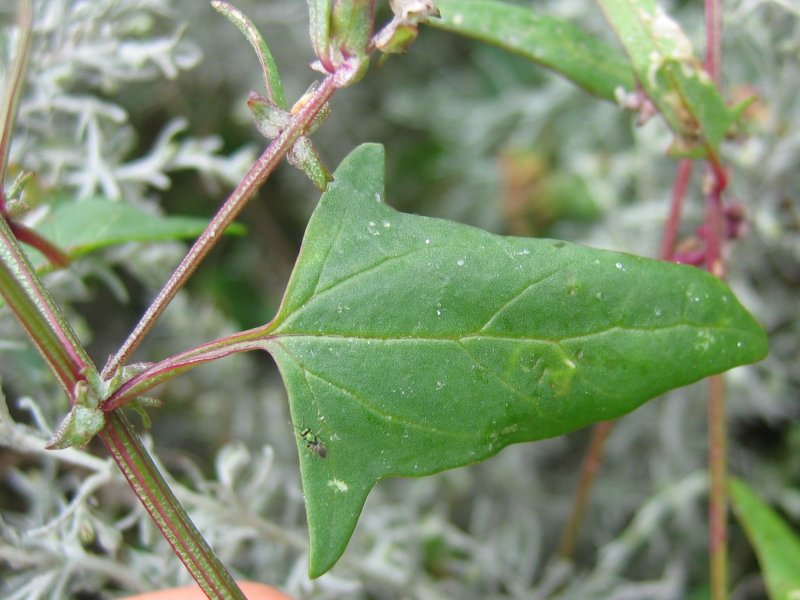